# 逮捕 (日本法)
逮捕（たいほ）とは、被疑者の身体を拘束するとともに引き続いて短時間の拘束を継続する強制処分。逮捕は逃亡の防止（身柄確保）を目的とするが、捜査段階で所在不明となるおそれの有無にとどまるものではなく、公判段階での出頭確保、さらに刑の執行の確保までも含む。逮捕には勾留の要否を判断するため被疑者を一定期間留置する効果を伴う。
なお、日本法の逮捕における引致は捜査官のいる場所への引致である。英米法における逮捕は裁判官に引致するための制度であり、日本法の勾留請求は逮捕とは異なる新たな処分とされているから、英米法の逮捕と日本法の逮捕とは全く制度を異にする。

## 概説
憲法上の「逮捕」（日本国憲法第33条）とは身体を拘束する行為そのものを意味し、身体の比較的短期の拘束である「抑留」や比較的長期の身体の拘束である「拘禁」（日本国憲法第34条）と区別される。憲法上の「逮捕」には刑事訴訟法上の逮捕のほか、勾引（刑事訴訟法第58条）、勾留（刑事訴訟法第204条）、鑑定留置（刑事訴訟法第167条）などもすべて含む。
刑事訴訟法上の「逮捕」とは被疑者の身体を拘束して指定の場所に引致することであり、法により特別に認められた付随的効果としてその後一定期間被疑者を留置できる。日本法の逮捕における引致は裁判官のもとに引致するものではなく捜査官のいる場所への引致である。逮捕は勾留の前提手段となる手続である。
逮捕時には被疑者が抵抗することも少なくないから、正当行為（刑法第35条）として、捜査官は相当な範囲内で物理的な有形力を行使しうる。身体拘束の方法は本来不定型なものであり一律に決することはできないが、被疑者の状況、嫌疑の内容、逮捕場所の状況などから逮捕の目的を達するのに合理的かつ必要最小限の手段である必要がある。一般には手錠などを用いて拘束されるが、何時でも被疑者の身体を捕捉できる態勢をとって逃走を防止する方法であればよい。
一方、「検挙」とは捜査官が被疑者を特定して刑事事件として処理することを意味し、刑事訴訟法上の逮捕のほか、被疑者の身体を拘束せずに捜査を行う在宅事件などもすべて含む。
日本法の逮捕と勾留には次のような諸原則がある。
逮捕前置主義
被疑者の勾留を請求するには同一事実につき被疑者が既に逮捕されていることを要し、これを逮捕前置主義という。
軽微な事案については比較的に時間の短い逮捕の間に捜査が完了することを期待し、そうでない事案については逮捕と勾留の2度の司法審査を経ることで被疑者の拘束についての司法的抑制を徹底させる趣旨である。
なお、起訴後に勾留する場合には逮捕を前置する必要はない。
事件単位の原則（犯罪事実単位の原則）
逮捕状は犯罪事実を基礎に事件単位で発付されるという原則を事件単位の原則という。犯罪事実単位の原則ともいう。
裁判官が逮捕や勾留の必要性を審査できるのは特定の事件に関してであるから、令状主義の趣旨から逮捕や勾留の効力はその逮捕事実又は勾留事実についてのみ及ぶとする趣旨である。
一罪一逮捕一勾留の原則（逮捕・勾留の一回性の原則）
一つの犯罪事実に対する逮捕・勾留は原則として1回に限られるという原則をいう。無条件に再逮捕や再勾留を認めれば逮捕や勾留の期間制限を定めた意味がないからである。
同じ犯罪事実については時間が経過しても1回しか逮捕・勾留は認められず、同じ犯罪事実について2個の勾留をすることも認められない。

## 逮捕の類型

### 通常逮捕

#### 意義
検察官、検察事務官又は司法警察職員は、被疑者が罪を犯したことを疑うに足りる相当な理由があるときは、裁判官のあらかじめ発する逮捕状により、これを逮捕することができる（刑事訴訟法第199条第1項本文）。日本国憲法第33条は逮捕の原則としてあらかじめ司法官憲が発する令状があることを要請しており、逮捕の原則的手続を定めた刑事訴訟法第199条による逮捕を通常逮捕という。
逮捕の要件を事前に司法官憲に判断させ、その公正な判断により不当な逮捕を防止し、特に一般探索的な見込み逮捕を防止する趣旨である。
逮捕状の法的性格については、捜査機関に逮捕権を付与する裁判所の許可状であるとする許可状説と、勾留状や勾引状と同じく裁判所の命令状であるとする命令状説があるが、逮捕状が発付されていても逮捕の必要がなくなれば捜査官は逮捕しなくてもよく、捜査官は逮捕した被疑者を釈放できるとみるべきであるから許可状説が通説である。

#### 要件
通常逮捕の実質的要件として、逮捕の理由として犯罪嫌疑の存在が必要であり、また逃亡や罪証隠滅のおそれなどについて逮捕の必要性がないことが明らかな場合に当たらないことが必要である。また、通常逮捕の形式的要件として逮捕状が存在していることが必要である。
逮捕の実質的要件
逮捕の理由（犯罪嫌疑の存在）
被疑者が罪を犯したことを疑うに足りる相当な理由があると認めるときでなければならない（刑事訴訟法第199条第2項本文）。「罪」は具体的特定の犯罪をいう。「相当な理由」は可能性だけでは足りないが確信を持つまでは不要である。
逮捕の必要性
明らかに逮捕の必要がないと認めるときは逮捕できない（刑事訴訟法第199条第2項ただし書）。逃亡や罪証隠滅のおそれがある場合には逮捕の必要性がある。通常は逮捕の理由が存在すれば逮捕の必要性もあると考えられるため、明らかに逃亡や罪証隠滅のおそれがない場合に限り逮捕状の請求は却下される。取調べの必要は直ちに逮捕の必要とすることはできない。また、逮捕状発付後、逮捕の必要性がなくなったのに逮捕することは違法である。
逮捕の形式的要件
逮捕の形式的要件として逮捕状の存在が必要である。逮捕状は裁判官（原則として地方裁判所・簡易裁判所の裁判官）が発付する（刑事訴訟法第199条第2項）。
通常逮捕での逮捕状の請求権者は「検察官又は司法警察員」に限られる（刑事訴訟法第199条第2項）。「司法警察員」とは「国家公安委員会又は都道府県公安委員会が指定する警部以上の者」である（刑事訴訟法第199条第2項）。
逮捕状を請求するには、逮捕の理由及び逮捕の必要があることを認めるべき資料を提供しなければならない（刑事訴訟規則第143条）。
ただし、法定刑が30万円（刑法、暴力行為等処罰に関する法律及び経済関係罰則の整備に関する法律の罪以外の罪については、当分の間、2万円）以下の罰金、拘留又は科料に当たる罪については、被疑者が定まった住居を有しない場合又は正当な理由がなく刑事訴訟法第198条の規定による出頭の求めに応じない場合に限り逮捕できる（刑事訴訟法第199条第1項ただし書）。軽微事件については捜査比例の原則から逮捕の相当性に乏しく、逮捕の必要性を厳格化し制限したものであるとするのが通説である。幇助犯等についても正犯の法定刑を基準とする（平成2年7月30日大阪高等裁判所判決高集43巻2号96頁）。

#### 逮捕状の形式
逮捕状には、被疑者の氏名及び住居、罪名、被疑事実の要旨、引致すべき官公署その他の場所、有効期間及びその期間経過後は逮捕をすることができず令状はこれを返還しなければならない旨並びに発付の年月日その他裁判所の規則で定める事項を記載し、裁判官が、これに記名押印しなければならない（刑事訴訟法第200条第1項）。

#### 逮捕の方法
逮捕状により被疑者を逮捕するには、逮捕状を被疑者に示さなければならない（刑事訴訟法第201条第1項）。外国人が被疑者であるときは訳文を付して通訳者を伴う必要がある。
逮捕状が発付されているが逮捕状を所持しないためこれを示すことができない場合において、急速を要するときは、被疑者に対し被疑事実の要旨及び令状が発せられている旨を告げて、その執行をすることができる（刑事訴訟法第201条第2項・第73条第3項本文）。これを緊急執行という。緊急執行の場合でも令状は逮捕後できる限り速やかにこれを示さなければならない（刑事訴訟法第201条第2項・第73条第3項ただし書）。
逮捕状の呈示をせず緊急執行にもあたらない逮捕は違法である（平成15年2月14日刑集57巻2号121頁最高裁判決刑集57巻2号121頁）。

### 緊急逮捕
刑事訴訟法第210条前段は「検察官、検察事務官又は司法警察職員は、死刑又は無期若しくは長期三年以上の懲役若しくは禁錮にあたる罪を犯したことを疑うに足りる充分な理由がある場合で、急速を要し、裁判官の逮捕状を求めることができないときは、その理由を告げて被疑者を逮捕することができる。」とする。
日本国憲法下では司法警察員や検察官には身体拘束令状の発付権限がないこととなり、現行犯も犯行に接着した時間的概念となったため、通常逮捕と現行犯逮捕の間隙として逮捕の必要性・緊急性が高いにもかかわらず逮捕し得ない事態が懸念された。そのため日本国憲法の施行に伴う刑事訴訟法の応急的措置に関する法律第8条第2号に緊急逮捕について定められ、刑事訴訟法第210条に引き継がれた。

#### 合憲性
日本国憲法第33条（逮捕の要件）は、何人も、現行犯として逮捕される場合を除いて、司法官憲が発する令状によらなければ逮捕されないことが定められているため、合憲かどうかをめぐって次のような学説がある。
違憲説
緊急逮捕には現行犯逮捕のような犯行との同時性・接着性がなく逮捕時には令状によらない逮捕であるから違憲であるとする。
かつては緊急逮捕を違憲とする説が有力に唱えられたが、現行犯逮捕以外はすべて令状を得てからでなければ逮捕できないとすると、重大事件の被疑者をみすみす取り逃がすことになり国民の生活の安全を図るのに大きな障害を生じることから合憲説が通説となっている。緊急逮捕の手続は日本国憲法第34条1項の趣旨も守られているもので違憲ではないという反論がある。
合憲説
逮捕状による逮捕であるとする説
緊急逮捕の手続を全体的にみると令状によるチェックが及んでいるとみられるとする。
現行犯逮捕であるとする説
憲法第33条の「現行犯」には緊急逮捕のように事態が急を要する場合を含む、あるいは現行犯逮捕に準じるとする。
合理的例外説
犯罪の嫌疑が明白でも逮捕状の発付を得るいとまがない緊急事態は発生しうるのであり、特に重大な犯罪について一切逮捕できないとするのは社会の治安維持の観点から是認できないから、憲法もこのような場合にまで例外を認めていないとは解されず、合理的な例外として許容されているとする。
最高裁は刑事訴訟法第210条について「かような厳格な制約の下に、罪状の重い一定の犯罪のみについて、緊急已むを得ない場合に限り、逮捕後直ちに裁判官の審査を受けて逮捕状の発行を求めることを条件とし、被疑者の逮捕を認めることは、憲法第33条規定の趣旨に反するものではない」として合憲としている（昭和30年12月14日最高裁大法廷判決刑集9巻13号2760頁）。

#### 緊急逮捕の要件
緊急逮捕の要件は次の3つである。
1. 死刑又は無期若しくは長期三年以上の懲役若しくは禁錮にあたる罪を犯したことを疑うに足りる充分な理由があること
法定刑が「死刑又は無期若しくは長期三年以上の懲役若しくは禁錮にあたる罪」であることを要する[31]。
嫌疑の確かさについては通常逮捕の場合には「相当」とされているが緊急逮捕の場合は「充分」と高くなっている[31]。
2. 急速を要し、裁判官の逮捕状を求めることができないこと
緊急逮捕は逮捕後に逮捕状を請求するものであり、逮捕状は出ているが逮捕時に呈示しない緊急執行（刑事訴訟法第201条第2項・第73条第3項）とは異なる[7]。
3. 逮捕の必要性
通常逮捕のような明文規定はないが緊急逮捕の場合にも逮捕の必要性を要する[32]。

#### 緊急逮捕の手続
理由の告知
緊急逮捕の場合には「その理由を告げて」逮捕することができる（刑事訴訟法第210条前段）。被疑事実及び急速を要する事情の両者を告知する必要があり、いずれか一方でも欠けると逮捕は違法である（昭和24年12月14日最高裁大法廷判決刑集3巻12号1999頁も参照）。
逮捕状請求手続
緊急逮捕の場合には、直ちに裁判官の逮捕状を求める手続をしなければならず、逮捕状が発せられないときは直ちに被疑者を釈放しなければならない（刑事訴訟法第210条後段）。緊急逮捕の場合には一刻も早く令状に基づくものとすることが重要であるから、逮捕状の請求権者には検察事務官や司法巡査も含まれる。
条文上は明らかではないが手続後には被疑者に逮捕状を呈示すべきとされている。

### 現行犯逮捕

#### 意義
現に罪を行い、又は現に罪を行い終った者を現行犯人（現行犯）という（刑事訴訟法第212条第1項）。犯罪の実行行為を行いつつある者及び犯罪の実行行為を終了した直後の者をいう。
現行犯逮捕は令状（逮捕状）なしに通常人でも逮捕できる（憲法第33条、令状主義の例外）。その理由は、犯罪と犯人の明白性（逮捕者において犯人であることが明らかであり誤認逮捕のおそれが少ないこと）及び逮捕の必要性・緊急性（犯人を確保し犯罪を制圧する必要性が高く、逮捕の機会を逃すと被疑者を保全できるかわからなくなり罪証隠滅も防ぐ必要があること）による。なお、通常人がする逮捕を、「私人逮捕」とよぶこともある。
現行犯逮捕は緊急逮捕とは異なり事後の令状審査がないため要件を厳密に解釈する必要がある。
なお、以下の場合には現行犯逮捕が認められていない。
1. 一定の軽微犯罪（刑事訴訟法第217条）[39]
2. 国会議員の院内での現行犯（院外では現行犯逮捕が可能。国会法第33条参照）[39]
3. 国会議員以外の議院内での現行犯（逮捕には議長の命令を要する。衆議院規則第210条、参議院規則第219条）[39]

#### 現行犯の要件
現行犯は「現に罪を行い、又は現に罪を行い終った者」（刑事訴訟法第212条第1項）であるから犯罪が特定されていることを要する。ただし、現行犯人は一般私人でも逮捕できるから（刑事訴訟法第213条）、正確な擬律判断（いかなる刑罰法規に該当するかの判断）まで求められるわけではない。
事前に内偵捜査を行い令状を得る余裕がある場合には現行犯逮捕は認められない。
現行犯逮捕の場合にも逮捕にあたっては理由を告知する必要がある（刑事訴訟法第201条第1項・第210条第1項準用）。

#### 準現行犯
刑事訴訟法第212条第2項は、一定の条件に当てはまる者が罪を行い終わってから間がないと明らかに認められる場合に定める場合には現行犯人とみなすとしているが、同条第1項の現行犯と区別するために準現行犯と呼ばれている。
具体的には以下の事由に該当する者が、特定の罪を行い終わってから間がないと明らかに認められる場合である。
1. 犯人として追呼されているとき。 
追呼は、犯人として追われているか犯人として呼びかけられている状態をいう[42]。目撃者の車両によって追跡する場合（昭和46年10月27日東京高等裁判所判決刑裁月報3巻10号1331頁）などのほか、後を追いかける状況になくても他の者と紛れないようにする手段をとっていればこれにあたる[43]。
2. 贓物（ぞうぶつ）又は明らかに犯罪の用に供したと思われる兇器その他の物を所持しているとき。 
「贓物」は財産罪で不法に領得された財物のことをいう[44]。「所持」は現に身につけて携帯しているかそれに準じる事実上の支配下にある状態をいう[44]。
3. 身体又は被服に犯罪の顕著な証跡があるとき。
4. 誰何（すいか）されて逃走しようとするとき。
「誰か」と声を掛けられたような場合や制服警察官を見て逃げ出したような場合（昭和42年9月13日最高裁決定刑集21巻7号904頁）がこれにあたる[45]。

なお、現行犯の場合と同じく「罪」は特定されていることを要する（何らかの犯罪に関係していると疑われることで足りる警察官職務執行法第2条とは異なる）。

#### 逮捕権者
現行犯人は、何人でも、逮捕状なくしてこれを逮捕することができる（刑事訴訟法第213条）。現行犯では捜査機関以外の一般私人にも逮捕権がある。「現行犯人」には準現行犯人を含む。
検察官、検察事務官及び司法警察職員以外の者が現行犯人を逮捕したときは、直ちにこれを地方検察庁若しくは区検察庁の検察官又は司法警察職員に引き渡さなければならない（刑事訴訟法第214条）。

#### 軽微事件の現行犯逮捕
30万円（刑法 、暴力行為等処罰に関する法律及び経済関係罰則の整備に関する法律の罪以外の罪については、当分の間、2万円）以下の罰金、拘留又は科料に当たる罪の現行犯については、犯人の住居若しくは氏名が明らかでない場合又は犯人が逃亡するおそれがある場合に限り、現行犯逮捕（準現行犯逮捕）の規定が適用される（刑事訴訟法第217条）。現行犯であっても、軽微な事件について無条件に逮捕を認めることは、人権尊重の趣旨からいって適当ではないとの趣旨による。

## 逮捕後の手続

### 引致
引致とは逮捕に内在あるいは付随する身体拘束をいう。逮捕された被疑者は弁解録取などの逮捕後の手続を安全かつ迅速に行うことができる場所にまで引致する必要がある。被疑者を引致すべき場所は逮捕状の記載事項となっている。
検察事務官又は司法巡査が逮捕状により被疑者を逮捕したときは、直ちに、検察事務官はこれを検察官に、司法巡査はこれを司法警察員に引致しなければならない（刑事訴訟法第202条）。
刑事訴訟法第202条は注意規定であり司法警察員が被疑者を逮捕したときも引致の手続が行われる。

### 送致
司法警察員は、逮捕状により被疑者を逮捕したとき、又は逮捕状により逮捕された被疑者を受け取ったときは、直ちに犯罪事実の要旨及び弁護人を選任することができる旨を告げた上、弁解の機会を与える必要がある（刑事訴訟法第203条第1項）。
そして、留置の必要がないと思料するときは直ちに被疑者を釈放し、留置の必要があると思料するときは被疑者が身体を拘束された時から48時間以内に書類及び証拠物とともにこれを検察官に送致する手続をしなければならない（同条項）。 
被疑者が身体を拘束された時から48時間以内に送致の手続をしないときは、直ちに被疑者を釈放しなければならない（刑事訴訟法第203条第4項）。 

### 勾留請求
検察官が、司法警察員から被疑者の送致を受けたときは、弁解の機会を与え、留置の必要がないと思料するときは直ちにこれを釈放し、留置の必要があると思料するときは被疑者を受け取った時から24時間以内、被疑者が身体を拘束された時から72時間以内に裁判官に被疑者の勾留を請求しなければならない（刑事訴訟法第205条第1項・第2項）。
検察官が、自ら逮捕状により被疑者を逮捕したとき、検察事務官から逮捕状により逮捕された被疑者を受け取ったとき、私人から現行犯人を受け取ったときは、直ちに犯罪事実の要旨及び弁護人を選任することができる旨を告げた上、弁解の機会を与え、留置の必要がないと思料するときは直ちにこれを釈放し、留置の必要があると思料するときは被疑者が身体を拘束された時から48時間以内に裁判官に被疑者の勾留を請求しなければならない（刑事訴訟法第204条第1項・第216条）。 
なお、これらの法定の期間内に公訴を提起した場合には勾留請求は不要である（刑事訴訟法第204条第1項ただし書・第205条第3項）。 

## 不逮捕特権・外交特権
日本国憲法第50条により、国会議員は、法律の定める場合を除いては、国会の会期中逮捕されず、会期前に逮捕された議員は、その議院（衆議院・参議院）の要求があれば、会期中これを釈放しなければならない（不逮捕特権）。「法律の定める場合」は国会法で定められており、院外における現行犯の場合と、会期中その院の許諾がある場合には、逮捕できる（国会法第33条）。
不逮捕特権は、議員の職務活動に対する逮捕権の濫用を防ぐ趣旨であり、逮捕に理由があり必要性があるときは、議院は逮捕を許諾しなければならないと解されている。日本国憲法第50条の「逮捕」には、刑事手続による身体拘束をすべて含むから、刑事訴訟法の逮捕のほか、勾引や勾留も含む。
外交官についても、外交関係に関するウィーン条約による外交特権から、刑事裁判権から免除されており、抑留や拘禁を受けることはない。